# Valle Hermoso (Tamaulipas)
Pour les articles homonymes, voir Valle Hermoso.
Valle Hermoso est une ville de l’État de Tamaulipas, au Nord-Est du Mexique. Située à l'ouest du golfe du Mexique, elle appartient à sa plaine côtière, ainsi qu'au bassin versant du fleuve Río Grande, qui marque la frontière entre les États-Unis et le Mexique. Elle se situe au sud de ce fleuve, dont elle n'est pas riveraine. Elle est le chef-lieu de la municipalité de Valle Hermoso. Elle dépend de la région Norte, qui est une des 6 subdivisions administratives de l'État de Tamaulipas.

## Géographie
La ville de Valle Hermoso se situe dans la partie nord-est de l’État de Tamaulipas, en retrait du golfe du Mexique et du fleuve Río Grande, ainsi que de la frontière américaine, bien que la municipalité dont elle est le chef-lieu y ait un accès. Elle se situe à une altitude 27 mètres. Sa population est de 47 696 habitants.

## Histoire
À la fin du XIXe siècle, la région de Valle Hermoso était partagée entre les municipalités de Reynosa et de Matamoros, dans un paysage dominé par l'élevage extensif au sein de ranchs et d'haciendas. Ainsi, au début du XXe siècle, l'hacienda La Sauteña s'étendait sur tout un bloc de municipalités du nord du Tamaulipas, soit sur des milliers de km². Les troubles lies à la révolution mexicaine, au début des années 1910, allaient faire fuir la population de la région, qui resta en partie abandonnée. Cette situation perdura jusqu'en 1939 et d'importants travaux d'irrigation, avec la création du "Distrito de Riego del Bajo Río Bravo" (district d'irrigation du bas Río Bravo), afin de favoriser la culture du coton. Le président Lázaro Cárdenas mit alors en place une politique de rapatriement des mexicains vivant aux États-Unis, avec des plans de distribution de terres, et de construction d'infrastructures. Le développement de la ville fit qu'en 1950 Valle Hermoso comptait 30 000 habitants.
En 1953, la localité de Valle Hermoso accède au statut de ville (ciudad), et devient le chef-lieu de la nouvelle municipalité de Valle Hermoso.
Dans les années 1980, le gouvernement mexicain mit en place une série d'incitations fiscales pour les municipalités frontalières des États-Unis. Ce n'était alors pas le cas de la municipalité de Valle Hermoso. Pour l'en faire bénéficier, il fut procédé à un échange de territoire entre les municipalités de Río Bravo et de Valle Hermoso, qui aboutit pour Valle Hermoso à l'obtention d'un mince corridor de terres la reliant à la frontière américaine et au Río Bravo.
Depuis 2010, Valle Hermoso adhère également au changement d'heure de la frontière, qui est synchronisé avec celui des États-Unis.

## Économie
Plusieurs usines produisent des vêtements, des pièces automobiles, des produits alimentaires, des boissons, du cuir et des produits métalliques pour les machines et les équipements.

## Éducation
La ville possède un campus universitaire dépendant de l'Universidad Autónoma de Tamaulipas (es).